# ジャファー・エクスプレス列車ハイジャック事件
2025年3月11日、少なくとも380人の乗客を乗せてクエッタからペシャーワルへ向かっていたパキスタンの旅客列車ジャファー・エクスプレスが、バローチスターン解放軍（BLA）にハイジャックされた。襲撃者はトンネルと線路で爆発物を爆発させた後、列車に発砲し、当局の介入が困難な山岳地帯で列車を停止させた。BLAは、軍に拘束されたバローチスターンの政治犯を48時間以内に釈放しなければ人質を殺害するとの最後通告を出したが、一部は解放されていた。パキスタン鉄道は本事件の影響で、バローチスターンとパンジャーブ州、シンド州間の列車運行を一時的に停止した。
3月11日から12日にかけて、パキスタン軍は、コードネーム「グリーン・ボラン作戦（Operation Green Bolan）」と呼ばれる作戦を開始してハイジャックされた列車を複数回攻撃し、最終的に354人の人質を解放、33人のBLA構成員を殺害した。パキスタン当局によると、この襲撃で兵士18人と襲撃者33人を含む少なくとも64人が死亡し、38人が負傷した。BLAは、事態は継続しており数百人の人質を処刑したと主張したが、これはパキスタン当局の声明と矛盾している。
パキスタンの政党は、この反乱に対する非難決議を国会にて全会一致で可決した。パキスタンのシャバーズ・シャリフ首相は、この攻撃を「卑劣な行為」と非難して犠牲者の家族に哀悼の意を表し、危機の解消後、BLAのメンバーは「地獄に送られた」と述べた。BLAによる民間人への攻撃は、各国の人物によって広く非難された。パキスタンからBLAを支援していると非難されてきたアフガニスタンとインドは、攻撃への関与を否定している。事件後、パキスタン鉄道は、同様のテロ攻撃を防ぐために、国内のさまざまな鉄道システムのパトロール部隊を増強し、乗客と輸送車両をより徹底的に検査する計画を実行した。さらに運行再開後には、監視ドローンと監視カメラの両方を使用して、列車と鉄道の運行をさらに監視する予定である。

## 背景
バローチスターン州は、少なくとも1948年以来、パキスタン政府に反対するバローチ分離主義者の反乱と紛争に巻き込まれてきた。これは、パキスタン軍によるバローチ人の強制失踪と権利侵害、極度の貧困、バローチスターンのインフラ未整備によるものである。2001年以来、この地域の武装グループは、他の州に利益をもたらすと彼らが考えるバローチスターンでの大規模開発を阻止するため、さまざまな暴力的攻撃や暴力的運動を行ってきた。
バローチスターン解放軍は、2000年に組織されたバローチ民族主義者グループである。本組織の構成員らは、パキスタンからの地域独立と、石油、鉱物といったバローチスターンで採れる天然資源を管理することが目的であると述べた。BLAはまた、中国・パキスタン経済回廊の一環として経済インフラのネットワーク化に関与していたという理由から、この地域の中国国民も標的にしている。BLAは2006年以後、パキスタンで公式に禁止されている。パキスタンはかつてインドとアフガニスタンが反パキスタン過激派を支援していると非難していたが、両国とBLAはこれを否定している。BLAはそれ以来、複数のテロ攻撃を仕掛けており、多数の死者が出た。本事件以前で直近の攻撃は、2024年11月にクエッタ駅で起きた爆破事件（en:2024 Quetta railway station bombing）であり、32人が死亡した。2016年10月7日には、ジャファー・エクスプレス旅客列車が、州都クエッタから約55km東に位置する町ムッチ付近でBLAの攻撃を受け、2回の爆発で6人が死亡、19人が負傷した。

## ハイジャック

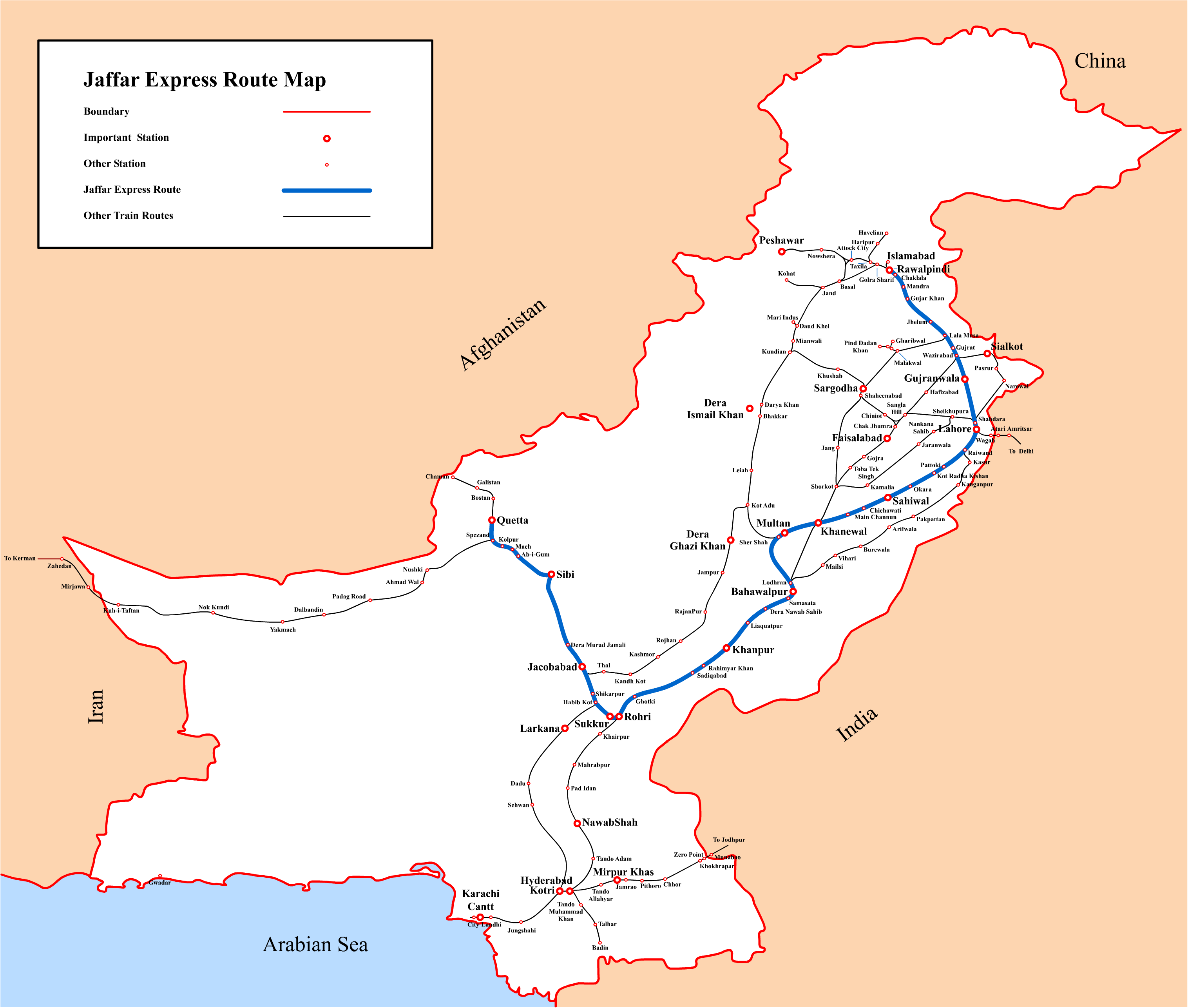
ジャファー・エクスプレスのクエッタからペシャーワルへと向かう路線

2025年3月11日午前9時、ジャファー・エクスプレスの列車はクエッタを出発し、ペシャーワルに向けて約1,600キロメートルの旅に出発した。列車は9両の客車と機関車で構成されていた。列車には軍人を含む約450人の乗客が乗車していたと報じられている。攻撃に先立ち、BLAの反政府運動家らは8つの即席爆発装置で線路を破壊し、列車が山岳地帯内で停止するようにした。この爆発装置によって列車の燃料タンクが爆発し、列車は急停止して4両の客車が脱線した。BLAは、Pehro Kunri駅とムシュカフ駅の間の第8トンネル内（クエッタから約157キロ、シビ市の西方約21キロの地点）で列車をハイジャックした。武装勢力は、列車への発砲に先立ち、線路上で爆発物を爆発させた。
当時、5人の警察官と2人の国境警備隊（en:Frontier Corps, FC）隊員が列車を警備していた。このうちBBCウルドゥー語版によるインタビューに応じた警察官によると、ジャファー・エクスプレスは線路上での爆発により突然停止し、その数分後に、周囲の山々から降りてきた「数百人」の過激派が線路を包囲したという。ただしこの証言は、列車は襲撃当時トンネル内であったとするパキスタン当局の説明とは矛盾する。BLAの武装勢力は、発射装置と銃を装備しており、列車から出てこなければ人々を殺すと脅迫したという。警察官5人と国境警備隊員2人は、武装勢力と交戦し、1時間半以上のあいだ持ちこたえて抵抗した。しかし最終的に弾薬が尽きて無防備な状態に陥ると、武装勢力は山から降りてきて列車を制圧した。
列車が停止するとすぐに、数十人の過激派が山から降りてきて列車に乗り込み、男女をグループに分け、身分証明書をチェックした。襲撃者は高齢者や女性に危害を加えなかった。事件に巻き込まれた人によると、BLAは人質を民族ごとに集めていたが、気に入らない兵士や人々をその場で処刑することもしていたという。ハイジャックは人里離れた山岳地帯で発生したため、人質の安否はすぐには明らかにならなかった。バローチスターン州政府のシャヒド・リンド報道官によると、周囲の地形が、当局が迅速に現場に到着するうえで妨げになったという。パキスタン鉄道はこの攻撃を受けて、バローチスターン州とパンジャーブ州、シンド州間の列車運行を一時的に停止した。
夜になると、襲撃者のほとんどは撤退し、捕虜の警備に残ったのは20～25人だけだった。暗闇の中、人質の何人かは逃げようとしたが、武装勢力は発砲した。夜明けに国境警備隊の援軍が到着し、武装勢力の注意を引き、警察官を含む数人がなんとか逃げることができた。
人質のほとんどは、法執行機関の職員と、バローチ人以外の民間人であると報じられている。武装勢力は列車の警備員を厳重に監視し、当局に対し人質救出を試みないよう警告した。武装勢力の中には、自爆爆弾を携帯したうえで人質の横に座り、当局による救出をさらに阻止しようとした者もいた 。BLAのスポークスパーソンであるジーアンド・バロチ（Jeeyand Baloch）は、列車の人質と投獄された過激派との交換取引を申し入れた。BLAはバローチスターン州住民、高齢者、女性、子供など民間人の人質を解放したが、ラマダーン休暇でパンジャーブ州の自宅に戻る途中であった政府職員や軍関係者らは、依然として拘束されつづけた。ハイジャック事件が発生した同日、BLAはパキスタン政府に対し、バローチ運動関係者を含む政治犯を無条件で釈放せよという48時間以内の最後通告を出した。BBAは翌日、最後通告の期限が切れてからは1時間ごとに、人質5人を「懲らしめる」と脅した。パキスタン当局は、現場地域にはインターネットや携帯電話の通信網がないため、列車内の誰とも連絡が取れていないと述べた。

## 救助活動

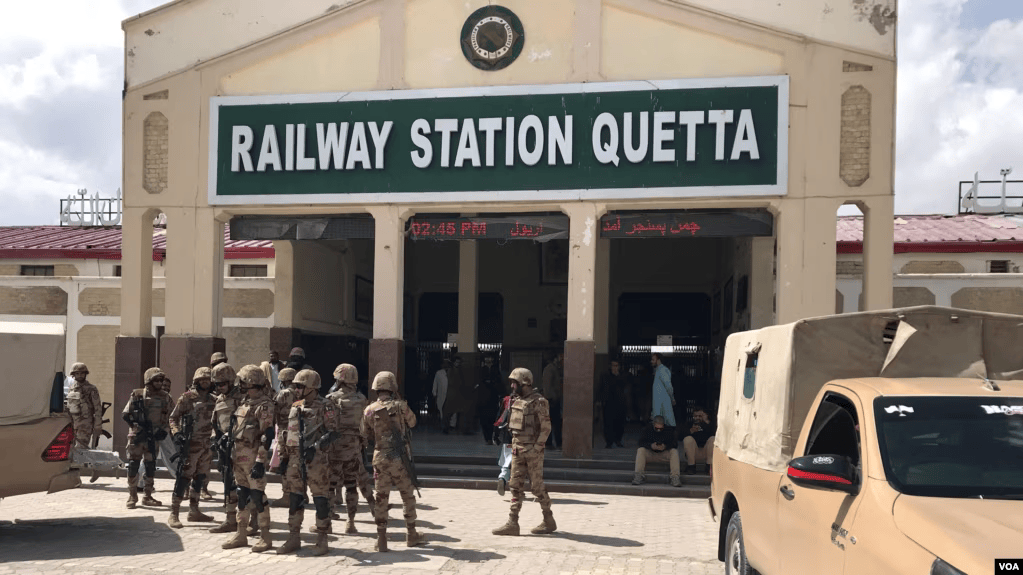
クエッタ駅に配備されたパキスタン軍の兵士、3月12日

パキスタンの治安部隊は、現場で大規模な反撃作戦「グリーン・ボラン作戦（Operation Green Bolan）」を開始した。治安部隊が戦いに加わり、人質の大半を解放し、武装勢力の大半を殺害した。 30時間以上続いた人質事件は、パキスタン軍によれば2025年3月12日に合計354人の人質が救出されて終結した。パキスタン当局は、BLAは女性や子供を人間の盾として利用していると非難したが、BLAはこれを否定した 。
救出作業は、主に陸軍の特殊部隊SSGのエリート部隊であるザラール中隊によって行われた。タラール・チョードリー内務次官によれば、パキスタン軍は数百人の兵士を派遣し、空軍と特殊部隊も配備した。特殊部隊はまず自爆テロ犯を殺害し、その後兵士らは車両から車両へと移動して残りの過激派を殺害した。
シャバーズ・シャリフ首相と閣僚らは、状況を再確認し、犠牲者への連帯を表明するためにバローチスターンを訪問した。事件に巻き込まれた人によると、人質たちは食べ物もなく、列車のトイレの水を飲まなければならなかったという。パキスタン軍は救出された人質に食料と水を提供した。

## 被害者
パキスタン当局は、武装勢力33人全員が殺害されたことを確認した。軍統合広報局（ISPR）の局長アハメド・シャリーフ・チョードリー中将は、列車の乗客だった民間人5人、鉄道職員3人、警備員18人が殺害されたほか、哨戒活動中に国境警備隊員3人が殺害され、水曜日の朝に国境警備隊の兵士1人が殺害され、列車の警備任務に就いていたもう1人も殺害されたと述べた。犠牲者の中には少なくとも3人の未成年者が含まれていた。当局は、負傷者の数が多いため、死者数が増加する可能性を懸念していると述べた。当初、列車の運転手が死亡したと報じられたが、後に負傷しただけであることが確認された。運転手は、武装勢力が列車に発砲した際に背中を撃たれた。当該運転手は勤務歴24年で、約8年前に起きた列車爆発事故を生き延びた人物であると報じられている。パキスタンの人権活動家アブドゥル・カディール・バローチは、襲撃により200人以上の治安要員が死亡したと述べた。襲撃によって人質37人が負傷したと報じられている。

## その後
ハイジャック事件後、パキスタン鉄道は全国のすべての鉄道駅で警備パトロールを強化し、厳格な検査を通じて列車への乗客のアクセスを制限したほか、輸送車両に対してもより厳格な検査を実施した。また政府は鉄道警察の人員不足を認識し、今後数か月でさらに人員を雇用する計画を実行した。ハニフ・アッバシ鉄道大臣は、襲撃で亡くなった人々の家族一人当たり520万パキスタン・ルピーの補償金を支払い、襲撃犠牲者の子供たちに公務員としての職を保証すると約束した。
列車は襲撃で大きな被害を受け、爆発により機関車2両と客車5両が損傷した。パキスタン鉄道のRasheed Imtiaz副主任技師は3月15日、線路の復旧には約12時間かかると述べた。パキスタン鉄道の技術者らは線路の修復に取り組み、客車と機関車は修理のためラホールに送られた。ある鉄道職員幹部は、爆発により9両のうち3両が脱線し、残りは銃弾で穴だらけになったと明らかにした。別の職員によると、爆発と脱線により600メートルの線路が損傷したという。3月18日、アハメド・シャリーフ・チョードリー中将は、ジャファー・エクスプレスは運行を再開できる見込みであり、列車の運行、鉄道駅、その他の安全上重要なエリアを監視するために監視ドローンと監視カメラが導入される予定であることを明らかにした。

## 犯行の主体
BLAは犯行声明を出した。BLAのスポークスパーソンであるジーアンド・バロチは声明で、パキスタン軍兵士を含む法執行機関の職員50人以上を、休暇で帰国中だったと報じられている人質214人とともに殺害したと主張した。3月14日、アハメド・シャリーフ・チョードリー中将は、BLAの反乱軍は「アフガニスタンの指示者("handlers in Afghanistan")」とインドの首謀者によって支援されていると主張した。同氏は、BLA戦闘員らは協力者と首謀者の指示の下で支援を受けており、首謀者は衛星電話を通じてアフガニスタンから彼らに連絡を取っていたと述べた。パキスタン外務省は、アフガニスタンのファシリテーターが襲撃の計画を助長したとの主張を繰り返し、攻撃の背後にはインドがいると非難した。バローチスターン州知事のサルファラーズ・ブグティは、インドの関与について「確固たる証拠」があると述べたが、詳細は明らかにしなかった。ハニフ・アッバシ鉄道大臣は、とりわけ中国・パキスタン経済回廊を理由に、インドがパキスタンの不安定化を企てていると非難した。3月18日、パキスタンの国連大使であるムニール・アクラムは国連安全保障理事会で演説し、アフガニスタンはテロ集団への十分な対抗策を講じておらず、列車ハイジャックなどのテロ事件はパキスタンを不安定化させるために行われたものだと説明した。

## 反応

### パキスタン国内
パキスタンの指導者らはジャファー・エクスプレスのハイジャックに対して強く抗議の声を上げ、アシフ・アリ・ザルダリ大統領はBLAから乗客を救出した自国治安部隊を称賛した。シャバーズ・シャリフ首相は、バローチスターンの発展の敵である「卑怯なテロリスト」を治安部隊が排除してくれることを期待していると述べた。シャリフ首相はXへの投稿で、ハイジャック事件についてサルファラーズ・ブグティバローチスターン州知事と話したと述べたほか、事件翌日の演説でこの事件を「卑劣な行為」と糾弾し、本事件は同国の「平和への決意」という目標を覆すものではないと述べた。また、犠牲者の家族に哀悼の意を表し、生存者の早期回復を祈り、反乱者たちは「地獄に送られた」と述べた。モフシン・ナクヴィ内務大臣、ジア＝ウル＝ハッサン・ランジャールシンド州内務大臣（Sindh Home Minister）、元老院議長ユースフ・ラザー・ギーラーニー、国民議会議長サルダール・アヤズ・サディクといったパキスタンの著名な政治家らも、この事件を糾弾した。ハニフ・アッバシ鉄道大臣は、BLAの列車襲撃は計画的で、外国の陰謀の一部であると主張した。彼は襲撃から乗客全員が救出されたことを確認したが、救助列車が到着して救助に当たったということ以外、救助の過程についての詳細は明らかにしなかった。彼はその後、パキスタン軍の迅速な救出作戦、特に自爆テロ犯による爆発物の爆発を阻止した特殊部隊の活躍を称賛した。アハメド・シャリーフ・チョードリーパキスタン軍中将は民間人へ危害を及ぼしたことを糾弾し、事件の責任者は誰であれ追及され、裁判にかけられるだろうと述べた。また、今回の襲撃は「ゲームのルールを変える」ものだと付け加えた。 
Sardar Saleem Haider Khanパンジャーブ州知事も、民間人を標的にした武装勢力の行為は非人道的だとして襲撃を糾弾し、負傷した被害者の早期回復を祈るとしている。パキスタン正義運動（PTI）の指導者Asad Qaiserは本事件に対して心配していることを表明したが、同時に、バローチスターン州政府の政策に欠陥があったためにこのような襲撃が起きてしまったと主張した。パキスタン人民党指導者兼デジタルメディア長のUmar Rehman Malikは、この襲撃を強く糾弾し、このような卑劣な行為がパキスタンの精神を砕いたり、テロに対する国の揺るぎない決意を弱めたりすることは決してないと強調した。同党の党首ビラーワル・ブットー・ザルダーリーは、テロ対策強化に向けた国家行動計画の見直しを求め、首相がまだそれを行っていないことを批判した。パキスタン人権委員会はX上で、この襲撃を「深刻に懸念」していると述べ、「バローチスターンの住民が直面している問題について、人権に基づいた親人民的な合意を早急に取り、平和的な政治的解決策を見つけること」を提唱した。 事件の後、BLAは、ハイジャック事件は終結したとするパキスタン軍の主張を否定し、戦闘はまだ続いておりパキスタン軍は大きな損害を被っていると主張した。BLAは214人の人質を処刑したと主張したが、その証拠は示さなかった。
パキスタン政府と野党は3月13日、本事件をめぐって国会で激しい非難の応酬を繰り広げた。パキスタン・ムスリム連盟ナワーズ・シャリーフ派に属するハワージャ・アースィーフ国防大臣は、軍のBTA対策に対する信頼をPTIが失墜させたと非難した。PTIのAsad Qaiserは、この衝突は諜報機関とシャリフ政権の失敗によるものだと反論した。国会は全会一致で、本事件を糾弾しパキスタン軍と法執行機関の行動を称賛する決議を可決した。カラチ大学 、シャヒード・モタルマ・ベナジール・ブット医科大学、シンド大学、シンド・マドラサトゥル・イスラム大学、サッカルIBA大学など、パキスタンの複数の大学でも、列車襲撃を糾弾する集会が開かれた。
ハイジャック直後、ソーシャルメディア上では「インドが事件に関与している」という陰謀説が広まった。中にはインド研究分析局 (RMA)を非難するアカウントも見受けられた。パキスタンの連邦捜査局は3月17日、ソーシャルメディアユーザーでPTI支持の活動家とされるHaider Saeedを、政府に対するヘイトスピーチの容疑で逮捕した。同局の広報担当者は、彼が「ジャフー・エクスプレスの悲劇のときに、政府機関に対する否定的なプロパガンダや侮辱的なコンテンツをシェアした」と述べた。パンジャーブ州の情報大臣アズマ・ブハリは、PTIが「反国家キャンペーン」を展開し「政治的分裂」を生み出したと非難した。

#### バローチスターンでの抗議活動
2025年3月20日以降、ハイジャック事件の現場から移送された23人の遺体の身元を確認しようと、家族らがクエッタ市民病院の周囲に集まろうとしていた。警察部隊は集まった人々を分散させようと警棒を使用し、その過程で数人の女性が負傷した。身元確認を希望する家族の存在にもかかわらず、13人の遺体が身元不明のままクエッタのKasi墓地に埋葬されたことが報じられると、市民の怒りはさらに高まった。バロチスタン・ポスト(The Balochistan Post)紙の報道によると、地元住民は、警察と公用車が遺体を素早く埋葬してその場を立ち去るのを見たと主張している。抗議活動は3月21日まで続き、警察部隊はデモ参加者らに圧倒された。デモ参加者の一部は市民病院に押し入って遺体を盗んだ。病院関係者は、彼らはバローチ・ヤクジェティ委員会（BYC）と関係があると主張し、同委員会の活動家らもこれを事実と認めた 。当局は、市民病院の遺体安置所にあった遺体は身元不明のテロリストのものだったと述べた。
バローチ・ヤクジェティ委員会代表でバローチ人人権活動家のマラン・バローチは、抗議運動を主導し、サリアブ通りでの座り込みを行うと誓約した。抗議活動参加者らはバローチスターン大学近くのサリアブ通りで座り込みを開始したが、警察は催涙ガス、放水砲、空砲弾を使ってデモ参加者を解散させた。ボラン医科大学病院とクエッタ市民病院はデモ鎮圧による死傷者が数人いることを確認した。バローチ・ヤクジェティ委員会は、警察がデモ参加者に発砲するなど過剰な武力行使を行い、3人が死亡、重傷者7人を含む数十人が負傷したと非難した。バローチスターン州政府報道官のシャヒド・リンドは、デモ参加者らが投石などの暴力行為で警察を挑発したと主張した。マラン・バローチは、バローチ・ヤクジェティ委員会の指導者Bebarg Balochとその親族数名が逮捕されたことで抗議活動が加速したこと、また抗議活動において3人が死亡し13人が負傷したことを主張した。バローチ・ヤクジェティ委員会は、翌日もストライキを呼びかけ続けた。
マラン・バローチはX上でデモ鎮圧を糾弾し、警察が平和的な抗議者らに無差別に発砲したと述べた。彼女は、バローチ人コミュニティに対する人権侵害に抗議する座り込みに参加していたところ、バローチ・ヤクジェティ委員会の準メンバーとともに逮捕された。バローチ・ヤクジェティ委員会は、警察の暴力に対抗してバローチスターン州の封鎖を呼び掛けたマラン・バローチの投稿をシェアした。同委員会は、封鎖に参加するバローチスターン州内のさまざまな町や都市の写真や動画、また、参加者がタイヤを燃やして道路を封鎖したとされる抗議活動の写真や動画をポストした。携帯電話サービスも遮断されたと報じられている。

### 国際社会の反応
国際連合、欧州連合、イスラム協力機構、そして多くの国々がこの襲撃を糾弾した。ロシアのウラジーミル・プーチン大統領とベラルーシのアレクサンドル・ルカシェンコ大統領はともに、襲撃を糾弾し犠牲者に哀悼の意を表する直接的な声明を出した。
ハイジャックにアフガニスタンが関与しているという訴えに対して、アフガニスタン・イスラム首長国外務省のアブドゥル・カハル・バルキ報道官は、X上で「根拠のない非難」を否定し、パキスタン当局に対し「そのような無責任な発言」をするのではなく自国の安全保障と国内問題に集中するよう求めた。インド外務省報道官ランディール・ジャイスワルは、インドが事件に関与したというパキスタン側の主張を否定し、「内部の問題や失敗の責任を他人に押し付けたり、他人のせいにしたりするのではなく、内省すべきだ」と訴えた。